# Mimi Gade
Mimi Gade (Rasmine Hansen Mikkelsen; 12. september 1876 – 15. september 1950) var en dansk skuespillerinde. Hun optrådte på forskellige teatre, bl.a. Dagmarteatret. Derudover medvirkede hun i to stumfilm; Indianer-Bruden (ubekendt instruktør, 1915) og Liebe macht blind (instruktør Axel Breidah).
Mimi Gade var datter af gårdejer Hans Mikkelsen og Anna Marie Hansen. Hun blev gift den 29. august 1908 i Oslo, med den danske komponist Jacob Gade (1879-1963). Mimi Gade døde den 15. september 1950 og ligger begravet på Assens Kirkegård.